# Йоганн Шобер
Йоганн Шобер (нім. Johann Schober; 14 листопада 1874 Перг — 19 серпня 1932 Відень) — австрійський поліцейський, що тричі призначався на пост Федерального канцлера Австрії.

## Ранні роки
Шобер служив в австрійській поліції до 1918 року й падіння Габсбурзької монархії. Шобер хоч і підтримував створення республіки, але й забезпечив безпечне залишення країни представниками королівської родини, чим заслужив прихильність громадськості за мирну передачу влади.
Значною мірою за сприяння союзницьких сил після Першої світової війни йому було запропоновано очолити уряд 1921 року за підтримки Християнської соціалістичної партії та паннімецьких сил.

## Інтерпол
Шобер отримав міжнародне визнання своєї роботи як поліцейського адміністратора і став відомим як «Батько Інтерполу». Перебуваючи на посту начальника поліції Відня у 1923 році, він скликав другий Міжнародний конгрес кримінальної поліції у своєму рідному місті, залучивши представників поліції девʼятнадцяти держав. Конгрес ухвалив постанову про те, що необхідно створити колективний орган, що буде відомий під назвою Міжнародна кримінальна поліцейська комісія (ICPC). Також було розроблено статут Комісії, а також продовжено роботу над постановами першого Конгресу, який проходив у Монако 1914 року. Шобер запропонував гостинність і фінансування заходів. Тому Відень було обрано постійною штаб-квартирою Комісії. Шобера було обрано президентом виконавчого комітету, а його співвітчизник доктор Оскар Дресслер, дипломований юрист і на той час керівник Федеральної поліції Австрії, став секретарем Міжнародного поліцейського конгресу.

## Липневий заколот
Після залишення посту канцлера країни Шобер повернувся до керівництва поліцією. Але його репутація була заплямована в липні 1927 року, коли його дії призвели до загибелі 100 робітників, що брали участь у вуличних заворушеннях у Відні.